# Залешани (гміна)
Гміна Залешани (пол. Gmina Zaleszany) — сільська гміна у східній Польщі. Належить до Стальововольського повіту Підкарпатського воєводства.
Станом на 31 грудня 2011 у гміні проживало 10865 осіб.

## Територія
Згідно з даними за 2007 рік площа гміни становила 87.31 км², у тому числі:
- орні землі: 73.00%
- ліси: 15.00%

Таким чином, площа гміни становить 10.48% площі повіту.

## Населення
Станом на 31 грудня 2011:
| Опис     | Загалом | Загалом | Чоловіки | Чоловіки | Жінки | Жінки |
| -------- | ------- | ------- | -------- | -------- | ----- | ----- |
| одиниця  | осіб    | %       | осіб     | %        | осіб  | %     |
| все      | 10865   | 100     | 5407     | 49.77    | 5458  | 50.23 |
| міське   | 0       | 100     | 0        |          | 0     |       |
| сільське | 10865   | 100     | 5407     | 49.77    | 5458  | 50.23 |

## Сусідні гміни
Гміна Залешани межує з такими гмінами: Ґожице, Ґрембув, Радомишль-над-Сяном, Стальова Воля.